# Otto-Steinert-Preis
Der Otto-Steinert-Preis, auch Dr.-Otto-Steinert-Preis, ist ein Förderpreis der Deutschen Gesellschaft für Photographie (DGPh), der alle zwei Jahre als Stipendium für die Umsetzung neuer Fotoprojekte vergeben wird. Der Preis wurde 1979 von der Sektion Bild der DGPh gestiftet und wird seit 1983 alle zwei Jahre ausgeschrieben. Er dient dem Andenken an den Fotografen und Pädagogen Otto Steinert (1915–1978), der die subjektive Fotografie begründete sowie als Kurator und Lehrer an der Folkwangschule Essen eine ganze Generation von Fotografen und Ausstellungsmachern prägte.

## Preisgeld
Der Preis ist mit 5.000 Euro dotiert, die auch geteilt an mehrere Preisträger vergeben werden können.

## Verleihungskriterien
Der Otto-Steinert-Preis der Sektion Bild der Deutschen Gesellschaft für Photographie (DGPh) soll das Realisieren eines vom Bewerber vorgeschlagenen fotografischen Projekts innerhalb eines Jahres ermöglichen. Bei der Entscheidung werden eigenständige Bildleistungen unabhängig von ihrer stilistischen Ausrichtung oder ihrem inhaltlichen Thema berücksichtigt.

## Bewerbung
Jeder Bewerber muss ein Exposé einreichen, in dem Thema, Zielsetzung und Darstellungstechnik der geplanten fotografischen Arbeit beschrieben werden. Des Weiteren ist eine Kurzbiografie vorzulegen, aus der die wichtigsten persönlichen und beruflichen Stationen sowie eventuelle bisherige Publikationen und Ausstellungen hervorgehen.
Bewerben können sich Einzelpersonen oder Personengruppen, die ihren ständigen Wohnsitz in Deutschland haben.

## Preisträger
- 2019: Rafael Heygster, Hannover
- 2017: Ina Schoenenburg, Berlin
- 2015: Georg Brückmann, Leipzig
- 2013: Björn Siebert, Leipzig
- 2011: Axel Hoedt, London
- 2009: Pepa Hristova, Hamburg
- 2007: Maziar Moradi, Berlin
- 2004: Lukas Roth, Köln
- 2002: Dirk Gebhardt, Köln; Ralf Meyer, Kiel
- 2000: Axel Boesten, Bochum
- 1998: Katrin Thomas, New York
- 1995: Arwed Messmer, Berlin
- 1993: Jitka Hanzlová, Essen
- 1991: Gerard Saitner, Kassel
- 1989: Stefan Dolfen, Essen
- 1987: Ulrich Görlich, Berlin
- 1985: Wolfgang Zurborn, Dortmund
- 1983: Thomas Berndt, Laatzen
- 1981: Heiner Blum, Kassel; Thomas Deutschmann, Auhagen; Jürgen Hocker, Gaby Winkler, Köln; Andreas Horlitz, Essen; Holger Stumpf, Hamburg
- 1979: Hermann Stamm, Kassel